# Pancerni
I Pancerni erano unità di cavalleria in forza all'esercito del Regno di Polonia tra il XVI secolo ed il XVIII secolo. Il loro armamento leggero, caratterizzato dall'uso di un usbergo in maglia di ferro (il pancerz) invece che dalla corazza della cavalleria pesante, li connaturava come forze di cavalleria leggera affiancate all'élite della cavalleria polacca, gli Ussari alati di Polonia.

## Storia
Truppe di cavalieri protetti dall'armatura nota come pancerz erano già testimoniate nel Regno di Polonia intorno all'Anno Mille (regni di Miecislao I di Polonia e Boleslao I di Polonia) come truppe stipendiate direttamente dal sovrano.
Al tempo della Confederazione Polacco-Lituana, dopo la riforma delle forze armate confederate voluta dal sovrano Stefan Batory, le compagnie dei Pancerni (Towarzysz pancerny) vennero reinquadrate come cavalleria leggera affiancata alla cavalleria pesante, gli Ussari alati di Polonia. Organizzati in reggimenti di 60-200 uomini, i Pancerni venivano reclutati tra la piccola nobiltà confederata (szlachta) ed erano, come gli ussari alati, inquadrati in lance al comando di un towarzysz.
Eccezion fatta per la differente armatura, l'equipaggiamento dei pancerni non era sostanzialmente dissimile da quello degli ussari alati: anche i pancerni portavano sciabola, picco d'armi e lancia. Caratteristica tipica dei pancerni era l'uso dell'arco composito.

## Galleria d'immagini

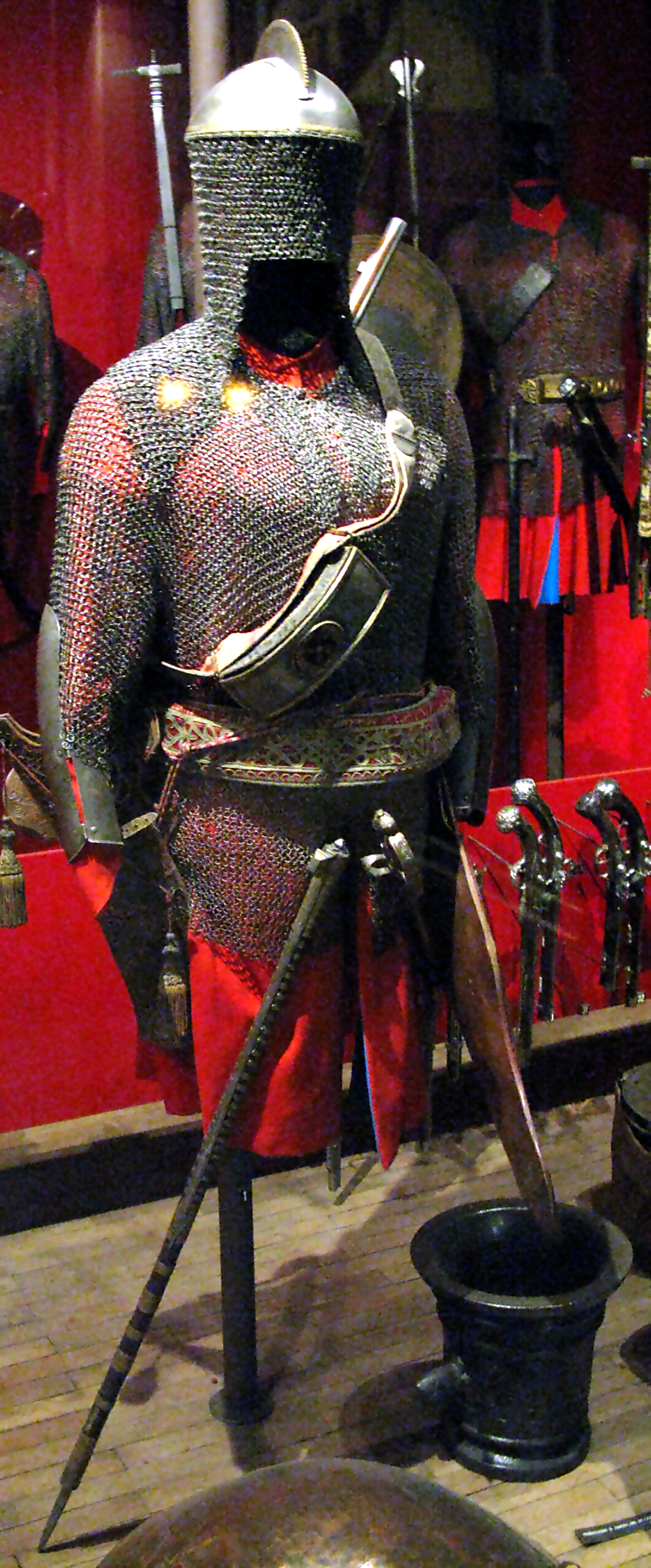
Armatura da pancerni.
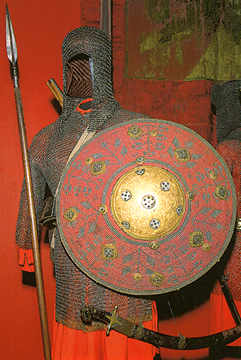
Armatura da pancerni.
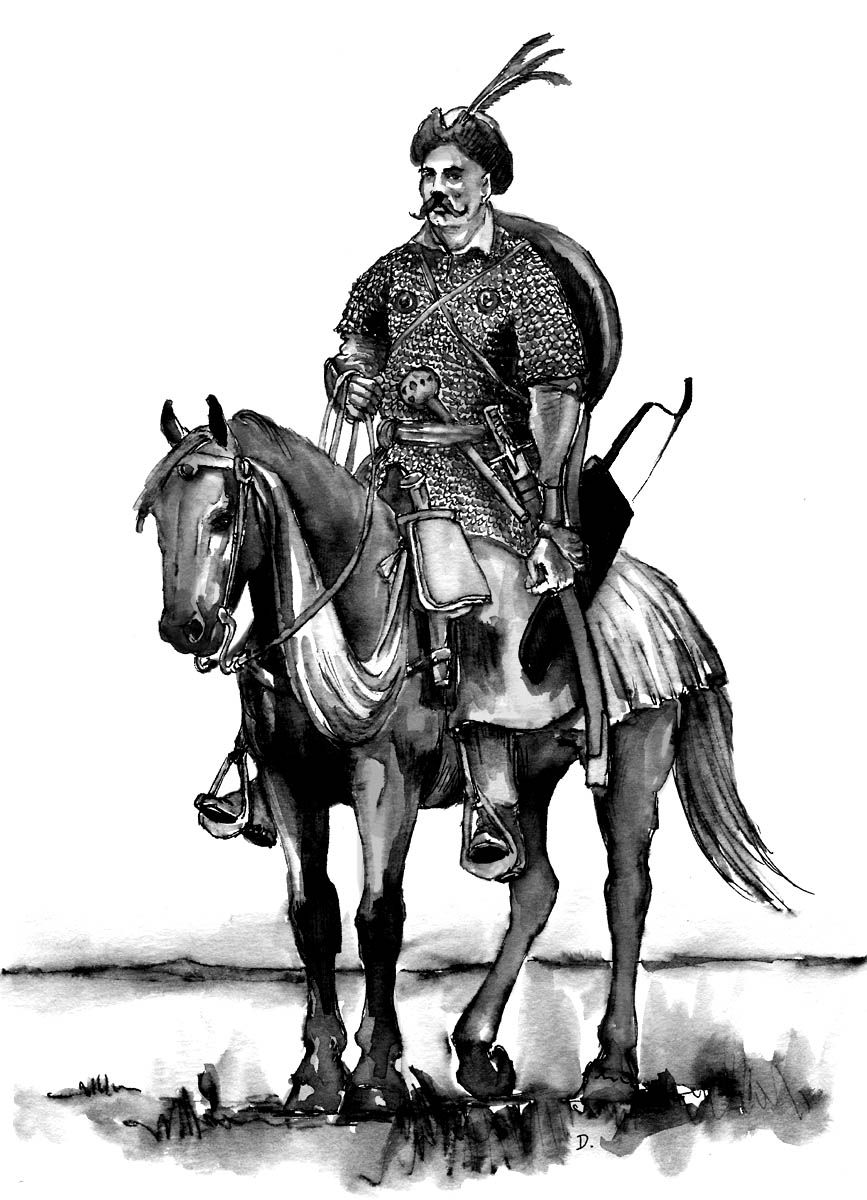
Towarzysz pancerny - Dariusz T. Wielec.
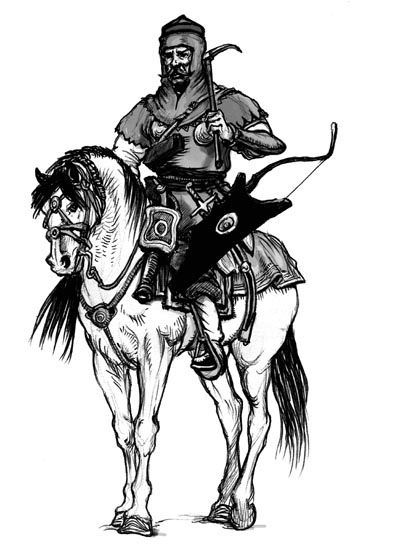
Towarzysz pancerny - Dariusz T. Wielec.